# Šeškinė
Šeškinė seniūnija (litauisk: Šeškinė seniūnija) er en bydel i Vilnius på højre side af Neris.
Šeškinė seniūnija består af kvarteret Šeškinė.

## Galleri
- Akropolis, et af de største største indkøbscentre i Østeuropa
- Siemens Arena
- Den baltiske kæde gik også gennem Šeškinė